# Sobrediagnóstico
Sobrediagnóstico (overdiagnosis) consiste no diagnóstico de uma doença que nunca provocará sintomas ou a morte de um paciente. Constitui um problema de saúde pública, já que converte as pessoas em pacientes sem necessidade, e leva a que sejam feitos tratamentos sem qualquer benefício em termos de saúde.
O sobrediagnóstico não deve ser confundido com falso-positivo. Quando avaliações subsequentes após um teste com resultado positivo não identificam sinais da doença, o resultado é chamado de falso-positivo. No sobrediagnóstico, os critérios de diagnóstico (por exemplo, critérios histopatológicos no caso de câncer) da doença foram preenchidos, mas a anomalia identificada não causaria sintomas ao paciente. 

## Sobrediagnóstico do câncer
De acordo com o estudo de Welch e Black (2010) , há dois pré-requisitos para o sobrediagnóstico do câncer: uma quantidade considerável de cânceres subclínicos, ou seja, um reservatório de câncer detectável, além de atividades que levam à detecção desses cânceres. Em relação ao último pré-requisito, o rastreamento, que é a busca por doenças ou sinais de doença em pessoas assintomáticas, tem o sobrediagnóstico como possível e importante efeito colateral.
Como um exemplo, após a introdução do exame PSA, ocorreu um aumento significativo de novos casos de câncer de próstata. No entanto, a queda esperada na mortalidade não ocorreu.  Os estudos clínicos randomizados PLCO e ERSPC relataram respectivamente que 20,7% e 50,4% dos cânceres de próstata detectados por PSA foram sobrediagnosticados. 
Evidência de sobrediagnóstico no rastreamento com mamografia para o câncer de mama também foram documentadas. Uma análise dos estudos randomizados reportou que 19% dos cânceres de mama detectados pelo rastreamento foram sobrediagnosticados.  Uma revisão sistemática de programas de rastreamento reportou que aproximadamente 50% dos casos de câncer de mama detectados pelo rastreamento foram sobrediagnosticados. Ou seja, 1/3 dos casos de câncer de mama foram, na realidade, sobrediagnosticados. 

## Viés do Sobrediagnóstico
O ex-prefeito de Nova Iorque comentou que o percentual de cura do câncer de próstata nos Estados Unidos era  82%, enquanto que no Reino Unido era 44%. Como explicar que, com taxas de cura tão diferentes, as taxas de mortalidade do câncer de próstata são as mesmas nos Estados Unidos e Reino Unido? 
Quando  sobrediagnóstico ocorre, o número de pacientes curados e métricas relacionadas, como o percentual de pacientes que sobreviveram 5 anos após o diagnóstico, fica enviesada. Isso ocorre porque o sobrediagnóstico aumenta tanto o número de casos assim como o número de pacientes curados. Considere o seguinte exemplo. De 1000 pacientes com câncer e sintomáticos, 100 ficam vivos 10 anos após o diagnóstico. Com isso, a sobrevida de 10 anos foi de 10% (100/1000 = 10%). Como são casos sintomáticos, nenhum deles foi sobrediagnosticado. Agora, imagine que um programa abrangente de rastreamento para esse câncer foi introduzido na população. Após o rastreamento, 4000 novos casos foram diagnosticados pelo rastreamento, representando sobrediagnóstico. Dessa maneira, a incidência desse câncer passou de 1000 para 5000, a mortalidade continuou exatamente igual (900), mas o número de pacientes vivos aumentou drasticamente devido aos novos casos sobrediagnosticados (4000), aumentando a sobrevida para 82% (4100/5000 = 82%). 